# 圣安德烈德巴热
圣安德烈德巴热（法語：Saint-André-de-Bâgé，法語發音：[sɛ̃.t‿ɑ̃dʁe də baʒe]）是法国安省的一个市镇，位于该省西北部，属于布雷斯地区布尔格区。

## 地理
圣安德烈德巴热（46°17'41"N, 4°55'2"E）面积2.7 平方千米，位于法国奥弗涅-罗讷-阿尔卑斯大区安省，该省份为法国东部省份，北起汝拉省，西北接索恩-卢瓦尔省，西接罗讷省和里昂大都会，南至伊泽尔省，东与萨瓦省、上萨瓦省和瑞士接壤。
与圣安德烈德巴热接壤的市镇（或旧市镇、城区）包括：巴热勒沙泰勒、克罗泰、勒普隆日、韦勒河畔圣让、巴热-多马坦。
圣安德烈德巴热的时区为UTC+01:00、UTC+02:00（夏令时）。

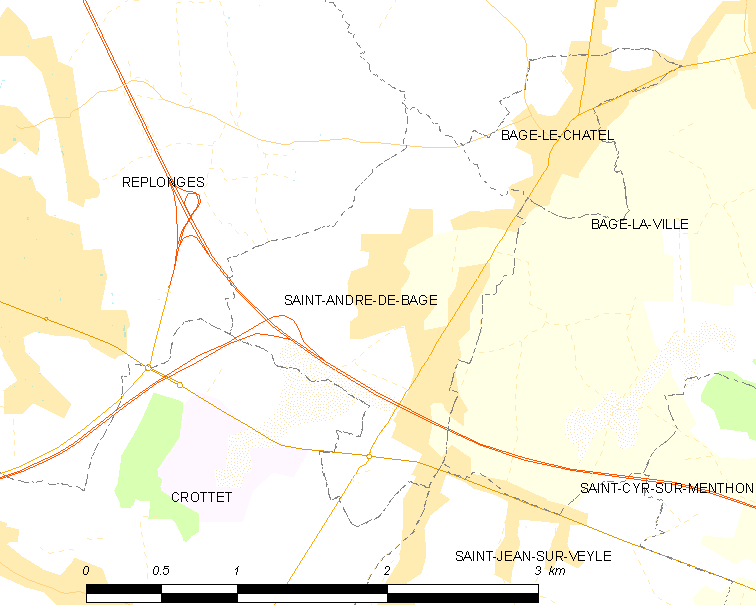
圣安德烈德巴热的OSM定位图

## 行政
圣安德烈德巴热的邮政编码为01380，INSEE市镇编码为01332。

## 政治
圣安德烈德巴热所属的省级选区为勒普隆日县。

## 人口

1962-2008年间圣安德烈德巴热人口变化图示

圣安德烈德巴热于2022年1月1日时的人口数量为819人。